# Потоцкий, Доминик
Доминик Потоцкий (1646 — 14 декабря 1683) — государственный деятель Речи Посполитой, подкоморий галицкий (1680), надворный коронный подскарбий (1683), староста хмельницкий.

## Биография
Представитель знатного польского магнатского рода Потоцких герба «Пилява». Второй сын каштеляна краковского и гетмана великого коронного Николая Потоцкого по прозвищу «Медвежья Лапа» от второго брака с Эльжбетой Казановской. Старшие братья — воевода брацлавский Пётр, староста нежинский Стефан, генерал земли Подольской Николай и писарь польный коронный Якуб.
В 1680 году Доминик Потоцкий был назначен подкоморием галицким, в 1683 году — подскарбий надворный коронный, а также староста хмельницкий.
С 1678 года был женат на Констанции Трусколяской (ум. 1714), дочери подкомория галицкого Николая Трусколяского. Дети:
- Якуб Потоцкий (ум. после 1711), староста хмельницкий
- Александра Потоцкая, жена каштеляна киевского Николая Коссаковского
- Иоанна Потоцкая, жена каштеляна волынского Вацлава Виельгорского.